# 島四国
島四国（しましこく）は、地四国の一つで、島嶼の中の四国霊場をめぐっていく民間信仰である。淡路島や小豆島をはじめ粟島、伊吹島など瀬戸内海に浮かぶ島々に多い。
特に著名なのが、愛媛県今治市の大島で行われている「島四国」である。毎年春の島四国の日（正確には遍路市の縁日）には、遍路姿の人々が多数訪れる。また、そこかしこで行われる島民の「お接待」も知られている。

## 大島の島四国

### 歴史
大島の島四国は、文化4年（1807年）、伊予国（今日の愛媛県）大島に住んでいた毛利玄得（医師）、金剛院玄空（修験者）、池田重太（庄屋）の3人によって開創された。
玄得は、幼少の頃出家し仏門に入ったが、成人になった頃、家業の医師を継ぐことになり、還俗した。後年、そのことを悔いて、四国霊場（本四国）を何度も巡拝し、その地形を模して島四国を開創した。
島四国は、本四国に比べて手軽に巡拝できることから、多くの巡拝者が訪れたが、当時の今治藩主にとっては多くの民衆が訪れることを危惧し、島四国霊場を禁止し、開創の3人を流罪にした。
しかし、民衆の信仰はやむことがなく、文化7年（1810年）に真言宗の総本山仁和寺から、准四国八十八ヶ所霊場の称号と仁和寺紋章の使用が許された。これにより、島四国は民衆が自由に参拝できる巡礼地としての地位を確立した。
今日でも、毎年旧暦の3月19～21日のへんろ市の縁日には多くの巡拝者が大島を訪れる。お遍路姿の参拝者がお参りする姿は季節の風物詩ともなっている。

### 霊場一覧
| 番号  | 札所           | 札所の読み         | 本尊           | 所在地・地区        |
| ----- | -------------- | ------------------ | -------------- | ------------------- |
| 1     | 正覚庵         | しょうがくあん     | 釈迦如来       | 吉海町田浦 下組     |
| 2     | 海岸堂         | かいがんどう       |                | 宮窪町早川 西側     |
| 3     | 自光庵         | じこうあん         |                | 宮窪町早川 向側     |
| 4     | 無量寿庵       | むりょうじゅあん   | 大日如来       | 宮窪町余所国 木屋敷 |
| 5     | 寿気庵         | じゅきあん         | 地蔵菩薩       | 宮窪町余所国 飛石   |
| 6     | 医王庵         | いおうあん         | 薬師如来       | 宮窪町宮窪 江口     |
| 7     | 付属庵         | ふぞくあん         |                | 宮窪町中村          |
| 8     | 海南寺         | かいなんじ         | 千手観音菩薩   | 宮窪町引地          |
| 9     | 大聖庵         | だいしょうあん     | 不動明王       | 宮窪町不動          |
| 10    | 證明寺         | しょうみょうじ     |                | 宮窪町大窪          |
| 11    | 潮音堂         | ちょうおんどう     |                | 宮窪町浜            |
| 12    | 宝珠庵         | ほうじゅあん       |                | 宮窪町土居野        |
| 13    | 常住庵         | じょうじゅうあん   | 十一面観音菩薩 | 宮窪町土生          |
| 14    | 千光寺         | せんこうじ         |                | 宮窪町土生          |
| 15    | 三光庵         | さんこうあん       |                | 宮窪町戸代          |
| 16    | 密乗庵         | みつじょうあん     |                | 宮窪町友浦 上地下   |
| 17    | 大慈庵         | だいじあん         |                | 宮窪町友浦 上地下   |
| 18    | 利生庵         | りしょうあん       |                | 宮窪町友浦 下浜     |
| 19    | 善福寺         | ぜんふくじ         | 薬師如来       | 宮窪町友浦 下地下   |
| 20    | 靏林庵         | かくりんあん       |                | 宮窪町友浦 大崎     |
| 21    | 平等庵         | びょうどうあん     |                | 吉海町平草          |
| 22    | 洗巌堂         | せんがんどう       |                | 吉海町志津見        |
| 23    | 三門堂         | さんもんどう       |                | 吉海町志津見        |
| 24    | 光明堂         | こうみょうどう     |                | 吉海町志津見        |
| 25    | 最勝堂         | さいしょうどう     |                | 吉海町名 奥         |
| 26    | 地主庵         | じぬしあん         |                | 宮窪町名 岡         |
| 27    | 善徳寺         | ぜんとくじ         |                | 吉海町名 片山       |
| 28    | 吉祥庵         | きっしょうあん     |                | 吉海町名 岡         |
| 29    | 極楽寺         | ごくらくじ         |                | 吉海町名 瀬賀居     |
| 30    | 竹林庵         | ちくりんあん       |                | 吉海町名 井之谷     |
| 31    | 三角庵         | さんかくあん       |                | 吉海町名 田居       |
| 32    | 弥勒寺         | みろくじ           |                | 吉海町名 井之谷     |
| 33    | 高龍寺         | こうりゅうじ       | 十一面観音菩薩 | 吉海町名 田居       |
| 34    | 妙法堂         | みょうほうどう     |                | 吉海町名 亀老山     |
| 35    | 布留坊         | ふるぼう           |                | 吉海町名 永地       |
| 36    | 艸深庵         | そうしんあん       |                | 吉海町南浦          |
| 37    | 示現庵         | じげんあん         |                | 吉海町名駒          |
| 38    | 仏浄庵         | ぶつじょうあん     |                | 吉海町あしずり      |
| 39(1) | 宥信庵         | ゆうしんあん       |                | 吉海町正味          |
| 39(2) | 宥信庵         | ゆうしんあん       |                | 吉海町名 水場       |
| 40    | 浄花庵         | じょうかあん       |                | 吉海町名 水場       |
| 41    | 海照庵         | かいしょうあん     |                | 吉海町名 水場       |
| 42    | 證林庵         | しょうりんあん     |                | 吉海町名 下田水     |
| 43    | 蓮花庵         | れんげあん         |                | 吉海町名 下田水     |
| 44    | 十楽庵         | じゅうらくあん     |                | 吉海町名 下田水     |
| 45(1) | ゆるぎ山岩屋寺 | ゆるぎさんいわやじ |                | 吉海町椋名 長浜     |
| 45(2) | 大師堂         | だいしどう         | 弘法大師       | 吉海町椋名 中小路   |
| 46    | 観音堂         | かんのんどう       |                | 吉海町椋名 中組     |
| 47    | 法南寺         | ほうなんじ         | 阿弥陀如来     | 吉海町椋名 中組     |
| 48    | 善女庵         | ぜんにょあん       |                | 吉海町椋名 北側     |
| 49    | 亀甲庵         | きこうあん         |                | 吉海町本庄 桜本     |
| 50    | 宝幢庵         | ほうとうあん       |                | 吉海町本庄 桜本     |
| 51    | 利益庵         | りやくあん         | 弘法大師       | 吉海町本庄 水地     |
| 52    | 西蓮寺         | さいれんじ         |                | 吉海町本庄 池側     |
| 53    | 牛頭山         | ごずさん           | 阿弥陀如来     | 吉海町本庄 友毛     |
| 54    | 昌清庵         | しょうせいあん     | 不動明王       | 吉海町本庄 土居     |
| 55    | 櫛野辺堂       | くしのべどう       |                | 吉海町本庄 庄       |
| 56    | 万性寺         | まんしょうじ       |                | 吉海町本庄 奥ノ谷   |
| 57    | 道場庵         | どうじょうあん     |                | 吉海町本庄 奥ノ谷   |
| 58    | 霊仙寺         | りょうせんじ       |                | 吉海町本庄 納屋     |
| 59    | 金剛院         | こんごういん       |                | 吉海町本庄 納屋     |
| 60    | 遍照坊         | へんじょうぼう     |                | 吉海町本庄 納屋     |
| 61    | 般若庵         | はんにゃあん       |                | 吉海町本庄 久保     |
| 62    | 大来庵         | だいきあん         |                | 吉海町本庄 六呂志   |
| 63    | 普光寺         | ふこうじ           |                | 吉海町本庄 六呂志   |
| 64    | 五光庵         | ごこうあん         |                | 吉海町本庄 六呂志   |
| 65    | 福寿庵         | ふくじゅあん       |                | 吉海町八幡 岡       |
| 66    | 供養堂         | くようどう         |                | 吉海町八幡 岡       |
| 67    | 紫雲庵         | しうんあん         |                | 吉海町八幡 岡       |
| 68    | 知足庵         | ちそくあん         |                | 吉海町幸 南         |
| 69    | 蓮台庵         | れんだいあん       |                | 吉海町幸 中         |
| 70    | 車南庵         | しゃなんあん       |                | 吉海町幸 北         |
| 71    | 金光庵         | きんこうあん       |                | 吉海町幸 北         |
| 72    | 釈迦庵         | しゃかあん         |                | 吉海町福田 上所     |
| 73    | 浄土庵         | じょうどあん       |                | 吉海町仁江 上ノ谷   |
| 74    | 五大院         | ごだいいん         |                | 吉海町仁江 上ノ谷   |
| 75    | 誕生庵         | たんじょうあん     |                | 吉海町仁江 上所     |
| 76    | 不動堂         | ふどうどう         | 不動明王       | 吉海町仁江 上所     |
| 77    | 西大寺         | さいだいじ         | 薬師如来       | 吉海町仁江 平田     |
| 78    | 千行堂         | せんぎょうどう     |                | 吉海町仁江 平田     |
| 79    | 福蔵寺         | ふくぞうじ         | 阿弥陀如来     | 吉海町福田 南       |
| 80    | 常楽庵         | じょうらくあん     |                | 吉海町福田 左王     |
| 81    | 光明庵         | こうみょうあん     |                | 吉海町福田 左王     |
| 82    | 西照庵         | さいしょうあん     |                | 吉海町福田 宮山     |
| 83    | 永楽庵         | えいらくあん       |                | 吉海町泊 端         |
| 84    | 石風呂薬師堂   | いしぶろやくしどう |                | 吉海町泊 端         |
| 85    | 照月庵         | しょうげつあん     |                | 吉海町泊 西側       |
| 86    | 万福寺         | まんふくじ         |                | 吉海町田浦 上組     |
| 87    | 随心庵         | ずいしんあん       | 弘法大師       | 吉海町田浦 中組     |
| 88    | 灌潮庵         | かんちょうあん     | 薬師如来       | 吉海町田浦 下組     |

## 香川県の島四国
2013年3月20日から4月21日にかけて、瀬戸内海の主要な島々を舞台に開催された瀬戸内国際芸術祭では、この「島四国」も協賛行事の一環として開催され、お遍路さんで賑わった。島四国は、その名の通り、小豆島、粟島、伊吹島など、島嶼部にほぼ限られる。唯一の例外は、香川県坂出市瀬居町の「瀬居町春の大師市」である。1965年（昭和40年）から1972年（昭和47年）にかけて、香川県の単独事業として、番の州（坂出市沖合いの沙弥島と瀬居島の間に広がっていた浅瀬）を埋め立てて番の州臨海工業団地が造成された。この番の州臨海コンビナートで四国と完全に陸続きになって以来、瀬居島は行政上も郵便上も「瀬居町」となり、徒歩数分、自動車で1分で三菱化学坂出工場へ行ける巨大コンビナートの一部となり、もはや島嶼部とは言えなくなった。しかし、明治・大正時代から（一説には江戸時代から）続く瀬居町「春の大師市」は、唯一、フェリーではなく本州・四国から陸路自動車で参拝口まで乗り入れられる「島四国」として、若者たちにも人気で、毎年お遍路さんが絶えない。